# Klein Ippensen
Klein Ippensen ist ein Ortsteil der Ortschaft Ippensen in der Gemeinde Vierden im Landkreis Rotenburg (Wümme) in Niedersachsen.

## Geographie

### Geographische Lage
Klein Ippensen liegt ca. 1 km von Groß Ippensen entfernt. Zwischen den beiden Dörfern fließt der Kuhbach lang, ein kleiner Fluss, der von Wohnste nach Kuhmühlen fließt und in die Oste mündet.
Der Ort besteht aus dreizehn Häusern.

### Flora und Fauna
Die Landschaft Klein Ippensens ist durch Acker- und Grünland geprägt. In Klein Ippensens Feldmark liegen aber auch ein Moor und ein ca. 85 Morgen großes Waldstück. Hier wachsen zum Teil Nadelbäume wie Fichten, Kiefern und Lärchen.
An der Feldmarksgrenze zwischen Klein Ippensen und Sellhorn wächst der unter Naturschutz stehende Sumpfporst. Wilde Orchideen wachsen ebenfalls.

## Geschichte
Siehe: Ippensen (Vierden)#Geschichte